# 學校村
22°20′44″N 114°12′17″E / 22.34546°N 114.20481°E
學校村是慈雲山蒲崗村道的一個學校群落，於2002年9月2日啟用。村內有五間學校，分別是慈雲山天主教小學、保良局何蔭棠中學、聖博德天主教小學（蒲崗村道）、保良局錦泰小學、國際基督教優質音樂中學暨小學。除了各校舍擁有的設施外，它們亦會共用位於村內的籃球場、跳遠沙池、緩跑徑、更衣室、停車場、中央花園。
學校村的所在地原是空地。1999年10月20日，建築署向立法會財務委員會提交擬於慈雲山蒲崗村道興建三間學校的設計圖則——它們的位置接近，不過各有其設施。結果引來議員單仲偕批評，指其應以學校村共用部分空間的概念來設計。2000年1月，教育署表示將於該地興建「學校村的雛型」。2002年完成工程。至於當時已有計劃興建的學校村行人天橋則在2006年2月落成。

## 歷史
學校村的所在地原是空地。1999年10月20日，建築署向立法會財務委員會提交擬於慈雲山蒲崗村道興建三間學校的設計圖則——它們的位置接近，不過各有其設施。結果引來議員單仲偕批評，指其應以學校村共用部分空間的概念來設計。建築署署長鮑紹雄表示該一計劃需按教育署的要求在未來三個月內動工，因此雖然有上述建議，但受時間限制無法再繪制新的圖則。但會作部分修訂。
2000年1月，教育署表示將於該地興建「學校村的雛型」。當中預料包含三間小學、一間中學、一間非牟利私立學校，各校擁有自己的籃球場。並於村內設立共用設施。同時公佈當中的私立學校名額已由國際基督教優質音樂中學暨小學獲得。次月公佈預計12月開始施工，2002年完成工程。最終工程在早一個月的時間施工，由順成建築承建。期間曾因椿柱不符合工程師要求，及建築的柱和陣相對較多，而延誤工程。
2001年4月，建築署首次發表學校村的演示模型。引来会遷至村内的黃大仙天主教小學上午校的校長廖翔顯批評，指出入口數量不足，易在早上堵車。教育署則回應指多加出口會浪費土地，建議村內學校以調節校車抵達時間的方式解決問題。2002年8月，校舍交由辦學團體作內部裝修。整個學校村的主要工程在9月暑假完結前完成，不過2002年9月啟用時仍有部分設施要修補。
村內的四所學校聖博德天主教小學（蒲崗村道）、慈雲山天主教小學、保良局錦泰小學、保良局何蔭棠中學於啟用時正式開辦。校間亦協調安排讓每所學校有不同的上課和下課時間，以免讓道路負荷過重。其人流及車流數量仍對道路負載構成壓力。國際基督教優質音樂中學暨小學在2003年時仍在施工。期間師生授課在深水埗或長沙灣的校舍進行。至於2002年時已有計劃興建的學校村行人天橋在2006年2月落成，成為當時香港最重的混凝土政府天橋。2010年10月的重陽節開始試行臨時開放村內停車場予掃墓人士使用，之後成為例行安排。

## 位置設施
學校村位於慈雲山蒲崗村道，佔地面積為3.75公頃左右，村內有五間學校，分別是慈雲山天主教小學、保良局何蔭棠中學、聖博德天主教小學（蒲崗村道）、保良局錦泰小學、國際基督教優質音樂中學暨小學——當中至少三間為從黃大仙區的其他區域搬至該村。除了各校舍擁有的設施外，它們亦會共用位於村內的籃球場、跳遠沙池、緩跑徑、更衣室、停車場、中央花園。村口亦有展示學生作品的展覽廊。學校村附近有數間學校，村的西面則是蒲崗村道公園。

## 迴響
2012年，香港教育博物館館長何翠芬表示學校村的設計能增加學生的活動範圍，並在資源調動上更有效率。2022年，《am730》專欄作家兼大專講師周朗認為學校村景觀不錯，讓人覺得「身處在外地似的」，並指村內學校與其他學校的一大不同之處在於前者有運動場予人練習。此外其落成也帶動了黃大仙一帶的樓市。